# Josateki Basalusalu
Josateki Waniqolo Basalusalu (ur. 19 lutego 1955 w Tubou w prowincji Lau) – fidżyjski judoka. Olimpijczyk z Seulu 1988, gdzie zajął dziewiąte miejsce w wadze średniej.

## Letnie Igrzyska Olimpijskie 1988
| Konkurencja | Eliminacje                 | Repasaże             | Klas. końcowa |
| Konkurencja | Przeciwnik I               | Przeciwnik I         | Miejsce       |
| ----------- | -------------------------- | -------------------- | ------------- |
| 86 kg       | Władimir Szestakow (URS) P | Chiu Heng-an (TPE) P | 9.            |